# 440
Cette page concerne l'année 440  du calendrier julien. Pour l'année 440 av. J.-C., voir 440 av. J.-C. Pour le nombre 440, voir 440 (nombre).
L'année 440 est une année bissextile qui commence un lundi.

## Événements
- 6 janvier : l'empereur Théodose offre une pomme à son épouse Eudocie, qu'elle envoie au maître des offices Paulin, qui l'offre à son tour à l'empereur. Paulin est banni puis exécuté à Césarée de Cappadoce. Eudocie, suspectée d’infidélité, se retire à Jérusalem en 444[1].
- Printemps : début de la guerre des Vandales contre la Sicile ; Genséric ravage le pays mais ne parvient pas à s'implanter et regagne l'Afrique avant la fin de l'année[2] après avoir vainement assiégé Lylibée et Panormus[3].
- 24 juin : l'empereur d'Occident Valentinien III ordonne la mise en défense de la Calabre contre la menace vandale[3].
- 29 septembre : consécration du pape Léon Ier le Grand (fin de pontificat en 461)[4].
- Automne : campagne du roi des Huns Bleda contre l’Empire d’Orient en Pannonie Seconde (440-441). Bleda occupe Castra Constantia et y capture des négociants romains, ce qui provoque la guerre. À l’automne, son armée franchit le Danube à Viminacium (Kostolac), qu’elle détruit, puis marche vers l’ouest pour occuper Margus grâce à la trahison de son évêque. L'empire hunnique assiège et occupe Singidunum (Belgrade) et emmène ses habitants en captivité dans son mouvement migratoire[5].

- L'empereur d'Occident Valentinien III menace de peines sévères les marchands qui ne se conforment pas au tarif officiel[6].
- Les Suèves de Rechila prennent Mértola[7].

## Décès en 440
- 17 février : Mesrop Machtots, moine créateur de l'alphabet arménien.
- 19 août : Sixte III, pape[4].